# A Tale of Two Springfields
«A Tale of Two Springfields» (рус. «Повесть о двух Спрингфилдах») — второй эпизод двенадцатого сезона мультсериала «Симпсоны». Впервые вышел в эфир 5 ноября 2000 года. Название эпизода — отсылка к роману Ч. Диккенса «Повесть о двух городах».

## Сюжет
В конуре Маленького Помощника Санты поселился барсук. Ни Барт, ни Гомер не смогли избавиться от него. Гомер решил позвонить в службу контроля животных и обнаруживает, что у Спрингфилда появилось два телефонных кода. Причём новый код появился у жителей бедной части города, а старый привычный остался у жителей богатого района. Город разделяется на два лагеря и устраивает по этому поводу дискуссию в мэрии. Там их пытаются успокоить, но тщетно. И тогда Гомер предлагает разделить город на две части: на «Старый Спрингфилд» с состоятельными жителями и «Новый Спрингфилд» — под управлением Гомера и его друзей.
В создавшейся ситуации выигрывают жители Старого Спрингфилда: ведь на их территории находятся магазины, школы и больницы. Да и мэр из Гомера никакой — не сумев хорошо обустроить Новый Спрингфилд, он решает отомстить: пробирается на АЭС и отключает Старому Спрингфилду свет; в отместку те перехватывают грузовики с пивом и выливают их содержимое в реку. Тогда Гомер и его сотоварищи решают перекрыть противникам реку, но на дне опустошившейся реки старо-спрингфидчане обнаруживают золото и становятся ещё богаче. Вконец разъярённый Гомер решает построить стену, навечно разделив соперников. Ново-спрингфидчане довольны, но узнав, как Гомер будет управлять своим городом, а так же поняв, что останутся без продовольствия из-за перекрытых дорог, немедленно перелезают в Старый Спрингфилд, оставив семью Симпсонов единственными жителями Нового Спрингфилда.
Тут Гомер вспоминает о концерте группы «The Who». Проводиться он должен в Старом Спрингфилде, но Гомеру и Барту удалось уговорить группу выступать в Новом Спрингфилде, пробравшись к ним в отель. Жители Старого Спрингфилда ждут «The Who» на стадионе, но их нет. Узнав, что группа выступает у Гомера, разъярённые фанаты прибегают к стене. Гомер не хочет пускать их на концерт, но катапульта с подожжёнными зарядами заставляют Гомера передумать. «The Who» выкручивают свои усилители на полную мощность, силой рока стена разрушается и горожане вновь объединившегося города танцуют под рок-музыку, а Гомер уходит с поста мэра Нового Спрингфилда.